# Šmigovec
Šmigovec es un municipio del distrito de Snina en la región de Prešov, Eslovaquia, con una población estimada a final del año 2024 de 78 habitantes.
Se encuentra ubicado al este de la región, en el valle del río Cirocha (cuenca hidrográfica del río Tisza) y cerca de la frontera con Ucrania y Polonia.

## Demografía
| Año        | 1994 | 2004     | 2014    | 2024    |
| ---------- | ---- | -------- | ------- | ------- |
| Población  | 123  | 92       | 85      | 78      |
| Diferencia |      | −25,20 % | −7,60 % | −8,23 % |

| Año        | 2023 | 2024    |
| ---------- | ---- | ------- |
| Población  | 79   | 78      |
| Diferencia |      | −1,26 % |